# Cryptocephalus sulphureus
Cryptocephalus sulphureus là một loài bọ cánh cứng trong họ Chrysomelidae. Loài này được G. A. Olivier miêu tả khoa học năm 1808.